# Teasing Nature
Teasing Nature ist das zweite Studioalbum der israelischen Alternative-Rock-Band Eatliz. Es wurde am 19. Dezember 2010 veröffentlicht. Der Titel des Albums entstammt dem Lied Tears.

## Stil
Verglichen mit den vorherigen Veröffentlichungen wurde auf „Teasing Nature“ der Metaleinfluss zugunsten einer Neuorientierung zur Independent- und Progressive-Rock-Musik zurückgenommen. Wie bereits auf dem Debütalbum „Violently Delicate“ experimentieren die sechs Bandmitglieder mit verschiedenen Genres und ungeraden Takten. Als Einflüsse werden Portishead und Sonic Youth, aber auch Rock In Opposition genannt.

## Vertriebsformen
Außer der CD-Version des Albums wird es auch als Doppelalbum mit DVD vertrieben, auf der ein komplettes Livekonzert von Eatliz zu sehen ist. Auf ihr enthalten sind insgesamt zwölf Stücke von allen drei bisher veröffentlichten Tonträgern.

## Titelliste
1. Your House – 3:52
2. Zoo – 3:27
3. Berlin – 2:50
4. O.K. – 3:41
5. Falling Up – 4:54
6. Got It – 3:05
7. Lose This Child – 3:37
8. Nine – 3:33
9. Voice Over – 3:56
10. Goldie – 4:00
11. Tears – 3:47
12. Mystical Lady – 4:29